# Thirring Viola
Thirring Viola (névvariáns dr. Thirring Viola; Budapest, 1941. december 5. –) magyar színésznő, színészpedagógus.

## Életpálya
Budapesten született, de gyermekkorát és ifjúkorának egy részét is a Felvidéken, Érsekújváron töltötte. Erről így vallott:

„Édesapám katonaorvosként meghalt, s az addig önfeledten boldog és vidám édesanyám kétségbeesetten menekült vissza nagyapámék házába a két pici árvával, öcsémmel és velem. Szlovákiaiak lettünk, szlovák elemibe kellett iratkoznom. Egyetlen szót sem értettem. Harmadiktól magyar iskola, sok szlovák- és oroszórával... 1959-ben magyar érettségi. Ekkor vettek fel Pozsonyba a Művészetek Főiskolájára, amit vörös diplomával végeztem el, szlovákul. 1963-ban a komáromi Magyar Területi Színházhoz kerültem. Igazi anyaszínházam lett, ahol jobbnál jobb szerepeket kaptam. Shakespeare Júliája lendített át Budapestre, a ligeti Körszínházba, Dante: Isteni színjátékához, Kazimir Károly meghívására. Itt, az első próbán ismerkedtem meg Gosztonyi Jánossal, aki író, színész, rendező, tanár, férjhez mentem hozzá.”

A szakmai életrajzának állomásai: 1963-tól Magyar Területi Színház, (Komárom) színésznője. 1969-től Budapesten él: Thália Színház (vendégjátékok). 1976-tól a Radnóti Színpad tagja volt. A Magyar Televízió irodalmi műsoraiban versmondóként is láthatták a nézők. 1990-től szabadfoglalkozású színművésznő. Vendégként fellép a Komáromi Jókai Színházban. A Vertigo Szlovák Színháznál szlovák nyelvű szerepekben játszik. Tanítással is foglalkozik. 1990-től a Pozsonyi Színművészeti Főiskola magyar művészi beszéd tanára. Egyetemi doktorátusát is a beszéd témaköréből írta. 1997-től a Budapest Bábszínház stúdiójának beszéd tanára, de más színitanodákban is tanít.

## Magánélete
Férje (1969–2014): Gosztonyi János Jászai Mari-díjas színész, rendező érdemes művész, drámaíró, egyetemi tanár.
Gyermeke: Gosztonyi Balázs

## Fontosabb színpadi szerepei
- Antoine François Prévost: Manon Lescaut... Manon Lescaut
- Arisztophanész: Lüszisztraté... Lüszisztraté
- Leonyid Genrikovics Zorin: Házasságtörés... Zara
- Pavel Kohout: Ilyen nagy szerelem... Lida
- Friedrich Schiller: Haramiák... Amália
- Molière: Dandin György, vagy a megcsúfolt férj... Angyalka
- Szigligeti Ede: Liliomfi... Mariska
- William Shakespeare: Rómeó és Júlia... Júlia
- Oscar Wilde: Hazudj igazat (Bunbury)... Cecily
- Háy Gyula: Isten, császár, paraszt... Borbála
- Fejes Endre: Az angyalarcú... Eszter
- Molnár Ferenc: Úri divat... Elégedetlen hölgy
- Molnár Ferenc: Az ibolya... Rakolnoki kisasszony
- Madách Imre: Az ember tragédiája... Éva (Szegedi Szabadtéri Játékok)
- Euripidész–Jean-Paul Sartre: Trójai nők... Athéné (Szegedi Szabadtéri Játékok)
- Dante: Isteni színjáték... szereplő
- Weöres Sándor: Holdéli csónakos... Luna
- Hubay Miklós: Tüzet viszek... Margit
- Denis Diderot: Fecsegő ékszerek... Monima
- Voltaire: Candide... Az öregasszony
- Stephen Poliakoff: És te, szépségem... Susan
- Thomas Middleton–William Rowley: Átváltozások... Cselédlány
- Lukianosz: Szerelmeskedések... Glükér
- Nagy Lajos: Budapest Nagykávéház... szereplő
- Lajtai Lajos–Békeffi István: A régi nyár... Mária
- Noël Coward: Vidám kísértet... Elvira (Kassai Thália Színház)
- Jevgenyij Lvovics Svarc– pRomhányi József – Lendvay Kamilló: Hókirálynő... Hókirálynő, rablómama
- Horváth Péter–Novák János: A farkas szempillái... Öreganyó; Kismajom; Macskalány
- Novák János: Mesélő kert... Fűfa Réka
- Gosztonyi János: Andrássy út 60... katus
- Krúdy Gyula–Gosztonyi János: K-R-Ú-D-Y avagy békeidők szép emléke... Bágyiné; Tizenhárom Sári
- Ördög Szilveszter: Koponyák Hegye... Veronika
- Vörösmarty Mihály: Csongor és Tünde... az Éj
- Július Barc-Ivan: Matka (Anya)... Anya (Vertigo Szlovák Színház)
- Július Barc-Ivan: Ketten... Nő (Vertigo Szlovák Színház)
- Peter Scherhaufer Umy si rúčky, ideme jest! (Mosd meg kezecskéidet, eszünk!)... Mária (Vertigo Szlovák Színház)
- Noël Coward: Forgószínpad... May Davenport (Komáromi Jókai Színház)
- Katarína Misíková-Hitzingerová: Zabudla som (Elfelejtettem)... Mária Sokolová, a nagymama (Vertigo Szlovák Színház)
- Osvald Zahradník: Zelko (Menedék)... Eszter (Vertigo Szlovák Színház)

## Filmek, tv
- Edelstein-akció
- Pirx kalandjai (sorozat) Víkend a Marson című rész (1973)
- Egy csók és más semmi (Zenés TV színház) (1975
- Robog az úthenger (sorozat) Az utolsó lakó című rész (1976)
- Nyúlkenyér (1977)
- Mednyánszky (1978)
- Lukianosz: Hetérák párbeszédei (1981)
- Koldus Napóleon (1987)
- Szomszédok (sorozat) 6. rész (1987)
- Volt egyszer egy úrlovas (1988)

## Önálló estek
- Asszonytitok
- Amott is lámpa, itt is lámpa

## Díjak, elismerések
- Szocialista kultúráért (1980)
- ARCUS Színházi Találkozó, A legjobb női alakítás díja (2007)